# Ояма, Сигэру
Сигэру Ояма (яп. 大山茂; 7 июля 1935, Токио, Япония — 15 февраля 2016, США) — японский мастер карате, основатель Ояма-карате, обладатель 10 дана, ученик Масутацу Оямы.

## Биография
Пришёл в додзё Кёкусинкай в десятилетнем возрасте и быстро стал одним из лучших учеников Масутацу Оямы. Сигэру участвовал во многих международных соревнованиях, а в 1960 году успешно прошёл испытание хякунин-кумитэ. Его противники обладали степенью не ниже первого дана и Сигэру победил во всех боях.
В 1969 году вместе со своим братом Ясухико Оямой и Тадаси Накамурой направился в Нью-Йорк для распространения и пропаганды Кёкусинкай в Америке. В результате Сигэру создал крупную и сильную американскую школу контактного карате.
В 1981 и в 1985 годах Сигэру и Ясухико Ояма признавались лучшими международными мастерами года. В знак признания их вклада развитие карате и уровня их мастерства они были приглашены в Белый дом Президентом США Рональдом Рейганом.
До середины 1980-х годов Ояма возглавлял американское отделение Кёкусинкай, однако постепенно взгляды Масутацу Оямы и Сигэру Оямы на дальнейшее развитие Кёкусинкай разошлись, в результате чего к 1985 году Сигэру Ояма вышел из IKO и положил начало собственному направлению со штаб-квартирой в Нью-Йорке.
На базе синтеза Кёкусинкай и других видов восточных единоборств разработал новую систему физической и психологической подготовки, которая получила название по имени своего создателя — Ояма-карате. Школа Сигэру Оямы быстро выросла до масштабов международной организации, которая получила название «Всемирная организация Ояма-карате» (WOKO — World Oyama Karate Organization). В настоящее время отделения WOKO есть в Северной и Южной Америке, Азии, Европе. Европейская ветвь организации включает в себя отделения в Голландии, Польше, России и других странах.
Как основатель новой школы получил титул Сосю.